# Konstantinovsk
Konstantinovsk è una città della Russia europea meridionale (oblast' di Rostov). Appartiene amministrativamente al rajon Konstantinovskij, del quale è il capoluogo.
Sorge nella parte centro-settentrionale della oblast', sulla sponda destra del fiume Don, 169 chilometri a nordest del capoluogo regionale Rostov sul Don.